# Bukovlje (kanton uńsko-sański)
Bukovlje – wieś w Bośni i Hercegowinie, w Federacji Bośni i Hercegowiny, w kantonie uńsko-sańskim, w gminie Velika Kladuša. W 2013 roku liczyła 17 mieszkańców.